# سوزان کیرمایر
سوزان کیرمایر (آلمانی: Deutscher Schützenbund؛ زادهٔ ۲۲ ژوئیهٔ ۱۹۶۸) تیرانداز زن اهل آلمان است.
وی همچنین برندهٔ جوایزی همچون برگ بوی نقره‌ای شده‌است.
وی در مسابقات کشوری و بین‌المللی در مجموع برندهٔ ۲ مدال نقره شده‌است.